# Kirchenkreis Minden
Der Evangelische Kirchenkreis Minden ist einer von 26 Kirchenkreisen innerhalb der Evangelischen Kirche von Westfalen. Amtssitz ist die Stadt Minden. Der Kirchenkreis Minden erstreckt sich über 450 km² und umfasst (Stand 2024) etwa 65.000 Gläubige in 23 Kirchengemeinden. Superintendent des Kirchenkreises ist seit 2020 Michael Mertins.

## Geschichte und Lage
Bei der Neuorganisation der preußischen Kirchenprovinz Westfalen im Jahr 1818 wurde der Kirchenkreis Minden (damals noch „Diöcese“ genannt) als einer von vier Kirchenkreisen im ehemaligen Gebiet von Minden-Ravensberg gegründet. Die Bevölkerung war damals seit der Reformation zum größten Teil evangelisch-lutherisch. In Minden bestanden eine kleine reformierte Gemeinde und eine römisch-katholische Gemeinde. 1841 wurde der Kirchenkreis Vlotho geschaffen, an den einige Gemeinden aus dem Gebiet der heutigen Städte Bad Oeynhausen und Porta Westfalica abgegeben wurden. Seitdem ist das Gebiet des Kirchenkreises fast unverändert. Im 19. Jahrhundert wurden die meisten Gemeinden stark durch die Erweckungsbewegung geprägt.
Das Gebiet entspricht zum Großteil dem 1816 gegründeten Kreis Minden, der seit seiner Auflösung 1972 den östlichen Teil des Kreises Minden-Lübbecke bildet. Lediglich die Kirchengemeinde Frille, welche die vier Ortschaften Frille, Wietersheim, Päpinghausen und Cammer einschließt, gehört aus historischen Gründen zur Evangelisch-Lutherischen Landeskirche Schaumburg-Lippe. Die Flächen der Kirchengemeinden Buchholz und Ovenstädt umfassen zudem Gebiete im niedersächsischen Landkreis Nienburg/Weser. 
Gemeinsam mit den weiteren ostwestfälischen Kirchenkreisen Herford, Lübbecke und Vlotho ist der Kirchenkreis Minden in einem Kirchenkreisverband zusammengeschlossen.

## Kirchen und Gemeinden
| Bild | Kirche                            | Ort                            | Kirchengemeinde                                  | Bemerkungen |
| ---- | --------------------------------- | ------------------------------ | ------------------------------------------------ | ----------- |
|      | Evangelische Kirche Barkhausen    | Porta Westfalica-Barkhausen    | Ev.-luth. Kirchengemeinde Barkhausen             |             |
|      | Evangelische Kirche Bergkirchen   | Bad Oeynhausen-Wulferdingsen   | Ev.-luth. Kirchengemeinde Bergkirchen            |             |
|      | Evangelische Kirche Buchholz      | Petershagen-Buchholz           | Ev.-luth. Kirchengemeinde Buchholz               |             |
|      | St. Peter und Paul                | Minden-Dankersen               | Ev.-luth. Kirchengemeinde Dankersen              |             |
|      | Evangelische Kirche Friedewalde   | Petershagen-Friedewalde        | Ev.-luth. Kirchengemeinde Friedewalde            |             |
|      | Marienkapelle                     | Minden-Hahlen                  | Ev.-luth. Kirchengemeinde Hartum-Holzhausen      |             |
|      | Evangelische Kirche Hartum        | Hille-Hartum                   | Ev.-luth. Kirchengemeinde Hartum-Holzhausen      |             |
|      | Evangelische Kirche Holzhausen II | Hille-Holzhausen II            | Ev.-luth. Kirchengemeinde Hartum-Holzhausen      |             |
|      | Kapelle Nordhemmern               | Hille-Nordhemmern              | Ev.-luth. Kirchengemeinde Hartum-Holzhausen      |             |
|      | Evangelische Kirche Heimsen       | Petershagen-Heimsen            | Ev.-luth. Kirchengemeinde Heimsen                |             |
|      | Evangelische Kirche Hille         | Hille                          | Ev.-luth. Kirchengemeinde Hille                  |             |
|      | Kapelle Maria Magdalena           | Hille-Südhemmern               | Ev.-luth. Kirchengemeinde Hille                  |             |
|      | Evangelische Kirche Kleinenbremen | Porta Westfalica-Kleinenbremen | Ev.-luth. Kirchengemeinde Kleinenbremen          |             |
|      | Evangelische Kirche Lahde         | Petershagen-Lahde              | Ev.-luth. Kirchengemeinde Lahde                  |             |
|      | Evangelische Kirche Bierde        | Petershagen-Bierde             | Ev.-luth. Kirchengemeinde Lahde                  |             |
|      | Evangelische Kirche Lerbeck       | Porta Westfalica-Lerbeck       | Ev.-luth. Kirchengemeinde Lerbeck                |             |
|      | Evangelische Kirche Meißen        | Minden-Meißen                  | Ev.-luth. Kirchengemeinde Lerbeck                |             |
|      | Laurentiuskapelle                 | Porta Westfalica-Nammen        | Ev.-luth. Kirchengemeinde Lerbeck                |             |
|      | Evangelische Kirche Neesen        | Porta Westfalica-Neesen        | Ev.-luth. Kirchengemeinde Lerbeck                |             |
|      | St. Jakobus                       | Minden-Häverstädt              | Ev.-luth. Kirchengemeinde St. Jakobus Minden     |             |
|      | Evangelische Kirche Wichernhaus   | Minden-Dützen                  | Ev.-luth. Kirchengemeinde St. Jakobus Minden     |             |
|      | St. Marien                        | Minden                         | Ev.-luth. Kirchengemeinde St. Marien Minden      |             |
|      | St. Matthäus                      | Minden                         | Ev.-luth. Kirchengemeinde St. Marien Minden      |             |
|      | Christuskirche                    | Minden-Todtenhausen            | Ev.-luth. Kirchengemeinde St. Marien Minden      |             |
|      | St. Lukas                         | Minden-Minderheide             | Ev.-luth. Kirchengemeinde St. Marien Minden      |             |
|      | St. Markus                        | Minden                         | Ev.-luth. Kirchengemeinde St. Markus Minden      |             |
|      | St. Martini                       | Minden                         | Ev.-luth. Kirchengemeinde St. Martini Minden     |             |
|      | Erlöserkirche                     | Minden                         | Ev.-luth. Kirchengemeinde St. Martini Minden     |             |
|      | Petrikirche                       | Minden                         | Ev.-ref. Petri-Kirchengemeinde Minden            |             |
|      | St. Thomas                        | Minden                         | Ev.-luth. Kirchengemeinde St. Simeonis Minden    |             |
|      | Evangelische Kirche Oberlübbe     | Hille-Oberlübbe                | Ev.-luth. Kirchengemeinde Oberlübbe-Rothenuffeln |             |
|      | Kreuzkirche                       | Hille-Rothenuffeln             | Ev.-luth. Kirchengemeinde Oberlübbe-Rothenuffeln |             |
|      | Apostelkirche                     | Petershagen-Ovenstädt          | Ev.-luth. Kirchengemeinde Ovenstädt              |             |
|      | Petrikirche                       | Petershagen                    | Ev.-luth. Kirchengemeinde Petershagen            |             |
|      | Evangelische Kirche Schlüsselburg | Petershagen-Schlüsselburg      | Ev.-luth. Kirchengemeinde Schlüsselburg          |             |
|      | Evangelische Kirche Windheim      | Petershagen-Windheim           | Ev.-luth. Kirchengemeinde Windheim               |             |
|      | Friedenskirche                    | Petershagen-Neuenknick         | Ev.-luth. Kirchengemeinde Windheim               |             |
|      | Auferstehungskirche               | Minden                         | Ev. Anstaltskirchengemeinde Salem-Köslin         |             |

## Superintendenten
- 1818–1830: Heinrich Romberg (1787–1866)
- 1830–1846: Reinhold Ferdinand Winzer (1797–1865)
- 1847–1864: Heinrich Prieß (1807–1878)
- 1865–1879: Heinrich Ahlemann (1808–1883)
- 1879–1886: Heinrich Poetter (1830–1918)
- 1887–1888: Friedrich Kindermann (1834–1913)
- 1889–1916: Adolf Prieß (1847–1920)
- 1916–1927: Ernst Graeve (1864–1927)
- 1927–1937: Heinrich Tummes (1869–1941)
- 1937–1945: Otto Heim (1870–1945)
- 1945–1948: Karl Lücking (1893–1976)
- 1949–1950: Wilhelm Hahn (1909–1996)
- 1950–1966: Hermann Hevendehl (1901–1994)
- 1966–1980: Diedrich Wilke
- 1980–1996: Alexander Völker (1934–2017)
- 1997–2005: Elisabeth Schäffer
- 2005–2020: Jürgen Tiemann (* 1955)
- seit 2020: Michael Mertins